# 微軟Office專家

MOS的舊式認證標章

微軟Office專家（簡稱MOS，舊稱Microsoft Office User Specialist）是微軟針對Microsoft Office系列軟體所發展的一種認證，為微軟認證的一個分支，其認可標的是針對使用Office各類軟體的使用者，由於MOS是國際性且係由微軟官方提出的認證，因此在全球受到許多國家的認可。此認證由Office 95開始出現，經由Office 97、2000、XP、2003、2007、2010及2013等版本，認證與考試模型已經發展的相當成熟，全球目前取得MOS認證的人數已超過250萬人。
目前，MOS認證最新版本為2019/365。

## 認證類型
目前MOS認證依照通過的考試科目與通過科目數的不同，分為四個類型。

### MOS標準級認證
MOS標準級認證（core certification）是 MOS的最基礎認證，證明使用者對微軟Office主要成員軟體有最基礎的認識，以及能夠勝任一般事務的操作與處理，此認證由Office的標準等級考試提供。
- Microsoft Word Core認證考試（95、97、2000、XP、2003、2007、2010）。
- Microsoft Excel Core認證考試（95、97、2000、XP、2003、2007、2010）。
- Microsoft PowerPoint Core認證考試（97、2000、XP、2003、2007、2010）。
- Microsoft Access Core認證考試（97、2000、XP、2003、2007、2010）。
- Microsoft Outlook Core認證考試（2000、XP、2003、2007、2010）。
- Microsoft Project Core認證考試（2000、XP）（自Project 2007起轉入MCTS與MCITP認證體系）。

只要通過任一科標準級考試，即可取得標準級認證。

### MOS專家級認證
顧名思義，專家級認證（expert certification）係指比標準級更高級的認證，代表持有此認證的使用者具有專業程度的Microsoft Office成員軟體操作能力，不過由於市場的需求以及實際上軟體使用的情況，微軟只為了Microsoft Word與Microsoft Excel兩個成員設計專家級認證，只要考過任一科，即可得到MOS專家級認證。
- Microsoft Word Expert認證考試（2000、XP、2003、2007、2010、2016）。
- Microsoft Excel Expert認證考試（2000、XP、2003、2007、2010、2016）。

### MOS大師級認證
MOS大師級認證（MOS Master）與微軟的MCSE或MCSD，或現行的MCITP或MCPD是同級的認證，代表持有認證的使用者對Microsoft Office有著透徹的了解，以及能夠順利的使用Microsoft Office成員應用程式執行各式工作，因此，MOS大師級認證要求考生必須通過四科考試。
必考科目：
- Microsoft Word Expert認證考試（Core認證考試不算）。
- Microsoft Excel Expert認證考試（Core認證考試不算）。
- Microsoft PowerPoint Core認證考試。

選考科目（選一科）：
- Microsoft Access Core認證考試。
- Microsoft Outlook Core認證考試。

### MOS大師級講師
大師級講師（Master Instructor）是微軟MOS認證課程的官方認可講師，代表持有此認證資格的考生，具有在課堂上教授與微軟MOS認證有關的課程，並使用官方教材的資格。不過講師認證除了要先取得大師級認證，還要具備有教育機構的教學人員資格（或是如MCT認證般，曾被其他廠商認可為講師，或受過講師的訓練等），並由微軟審核通過後，才可以得到MOS MI的資格。

## 考試方式
MOS的考試與微軟的IT系認證不同，它是由Certiport公司提供，並且全部都是以實作為基礎的Performance-Based Testing（PBT）模式，用以測驗出考生對軟體實作的熟悉程度，這和MCSE等IT認證考試不太相同。Certiport公司在全球已設立了超過12,000個考場，提供MOS以及MCAS、MCAP等的考試。
目前考試科目除了英文以外，有鑒於Microsoft Office在全球的市佔率以及使用者習慣，因此也推出了本地化語系（localized）的考試，即問題內容是由本地化語言呈現，以貼近Office使用者的操作習慣。
以Office 2003的MOS為例，微軟支援下列語言的考試：
- 英文
- 繁體中文
- 簡體中文
- 捷克文
- 法文
- 德文
- 希臘文
- 義大利文
- 日文
- 韓文
- 葡萄牙語（巴西）
- 葡萄牙語（葡萄牙）
- 西班牙文

考試結束時成績單可以當場取得，成績單中會顯示是否通過，考生分數，以及各測驗主題所得分的比例等等。

## 報名方式
在美國與加拿大，MOS的考生需要先在Certiport官方網站上註冊，取得帳戶後，向Certiport購買Voucher來支付考試費用（一張Voucher的價格為75美元，若含可重考一次的則是要85美元），台灣區則是向考試中心直接報名並繳交費用（新台幣1990元，或者是考場所提供的優惠價格），然後在考試前至考試系統中註冊考生資料，才可以開始考試。

## 學術與企業界參採現況
MOS因為是設計給Office的使用者認證，因此對於驗證考生是否具有Office的基本操作能力有相當幫助，因此在學術機構和企業界有相當程度的採用。
- 美國ACE教育委員會認可，可申請抵免大學學分[9][10]。
- 台灣教育部認可MOS為技職有關補助私立技專院校整體經費核配、評鑑、增調系所班級及改名改制推薦之證照[11]。
- MOS證照已列入台灣許多技專校院之學生取得證照獎勵的標的之一。

## MOS全球學生競賽
MOS全球學生競賽（Microsoft Office Specialist World Championship）是由微軟委託Certiport所辦理的一個全球性學生競賽，由全球69個國家選派代表參賽，冠軍可得到6,500美元的獎金，2008年度的競賽已結束，由兩位來自泰國的選手分得MOS Word以及Excel的世界冠軍。
在台灣，自開辦以來，連續12年由Certiport台灣總代理舉辦世界盃電腦應用技能競賽，依地區性分區競賽、全國總決賽的方式，選出優秀台灣莘莘學子出國比賽。

## 外部連結
- （英文） Certiport MOS Portal （页面存档备份，存于）
- （繁體中文） Certiport在台灣唯一代表 （页面存档备份，存于）